# Монгол (село)
Монго́л (рос. Монгол) — село у складі Ульчського району Хабаровського краю, Росія. Входить до складу Савинського сільського поселення.

## Населення
Населення — 102 особи (2010; 135 у 2002).
Національний склад (станом на 2002 рік):
- ульчі — 66 %